# Plymouth (race de poule)
Pour les articles homonymes, voir Plymouth Rock et Plymouth.

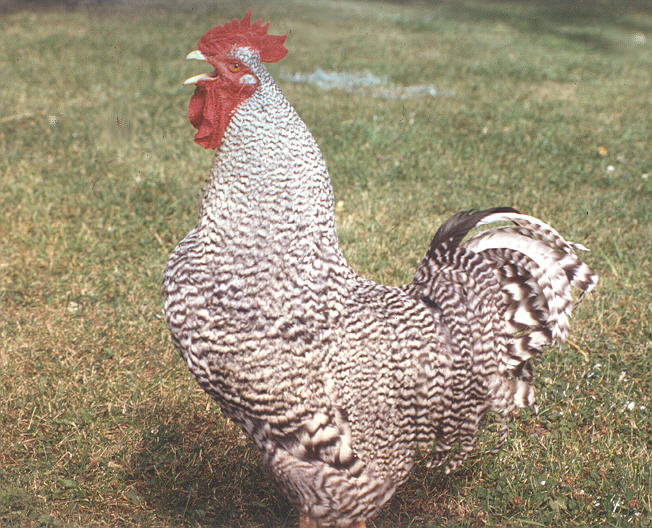
Coq Plymouth barré

La Plymouth est une race de poule domestique américaine.
Elle est dénommée souvent « Plymouth Rock » dans sa variété barrée.

## Description

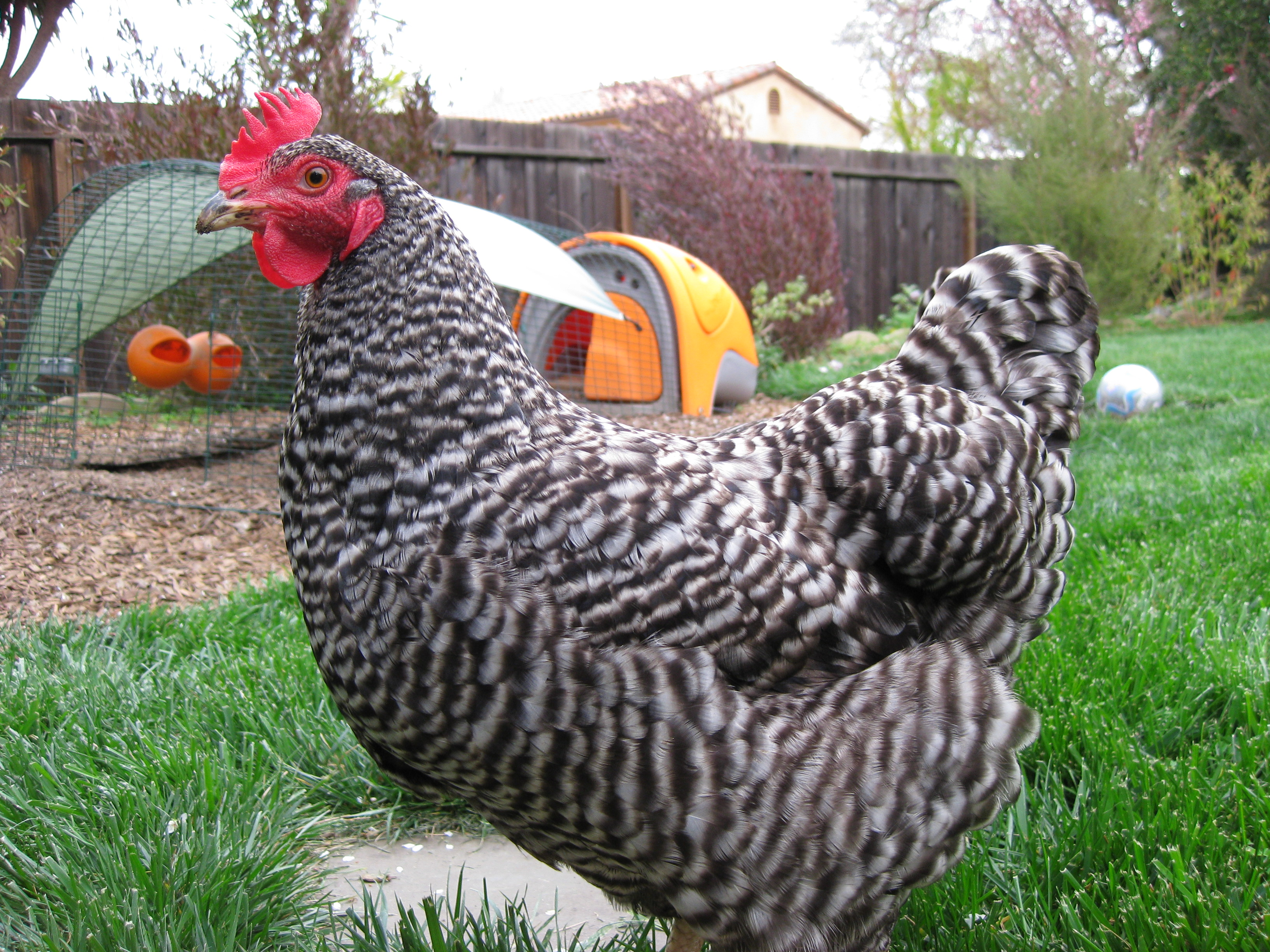
Poule Plymouth barrée

C'est une volaille assez lourde, au port bien droit, au corps large et profond, avec une forme bien typique, une petite tête, un plumage bien collant, une queue assez courte et large à la base, formant avec la ligne du dos un angle de 20° à 30°. Depuis toujours, la plymouth est une concurrente assidue des foires avicoles aux États-Unis. La variété barrée de cette volaille ne passe jamais inaperçue : elle arbore sur l'ensemble du corps des plumes marquées de fines stries perpendiculaires. Race importée en Europe dans les années 1880. Elle figure parmi les 108 races de poule reconnues du British Poultry Standard.

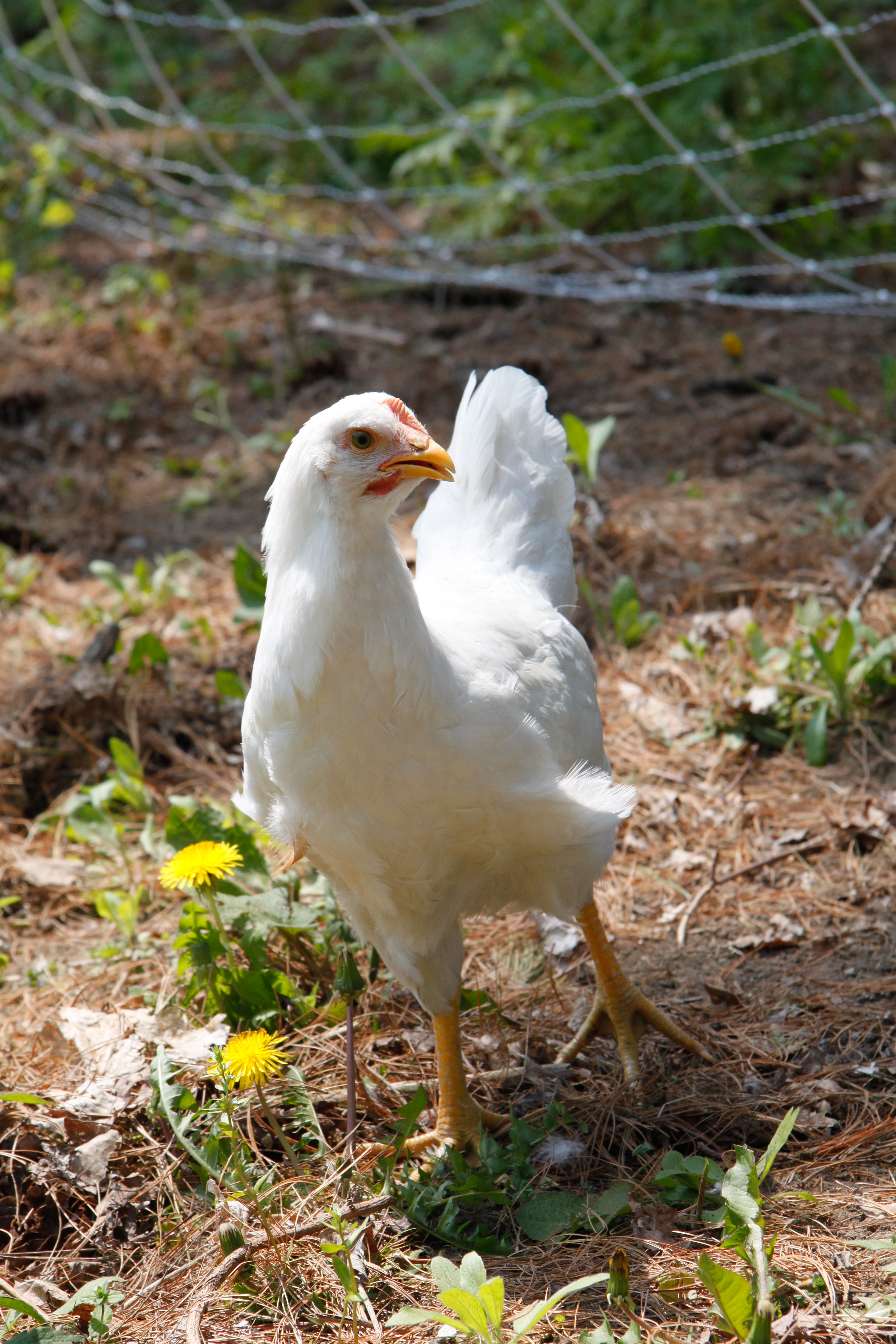
Poulet Plymouth blanc

### Origine
Originaire des États-Unis (son origine remonte vers 1860) dans la région de la Nouvelle-Angleterre. Elle serait le résultat de croisements de Poule Cochin (blanche et fauve), poule Dominicaine, Java Américaine, et Brahma. 
Elle fut importée en Europe vers 1880.

### Standardofficiel
- Crête : simple
- Oreillons : rouges
- Couleur des yeux : rouge-orangé
- Couleur de la peau : jaune
- Couleur des tarses : jaune

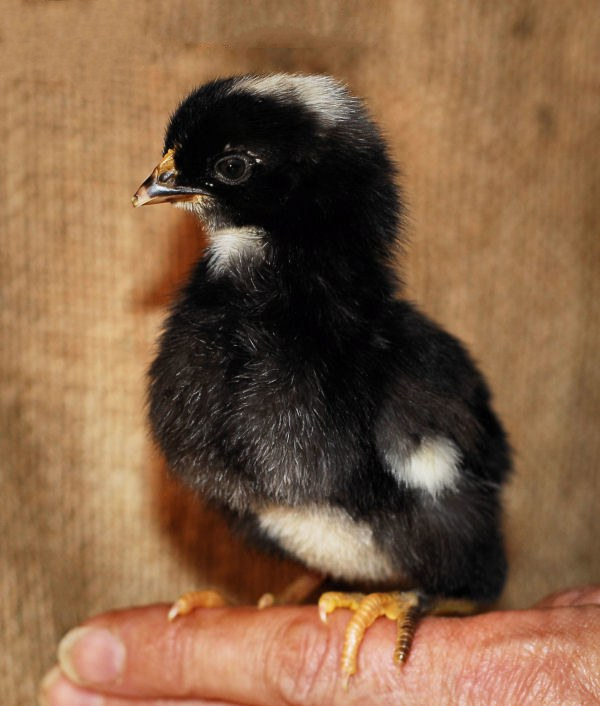
poussin Plymouth barré de 3jours

- Variétés de plumage : barré, noir, blanc, fauve, perdrix maillé doré, perdrix maillé argenté, blanc herminé noir, fauve herminé noir, bleu andalou

Grande race :
- Masse idéale : coq : 3 à 3,6 kg ; poule : 2,5 à 3 kg
- Œufs à couver : min. 55g, coquille jaune foncé
- Diamètre des bagues : coq : 22mm ; poule : 20mm

Naine :
- Masse idéale : Coq : 1 kg ; Poule : 800g
- Œufs à couver : min. 35g, coquille jaune foncé
- Diamètre des bagues : coq : 14mm ; poule : 12mm

## Sources
- Le Standard officiel des volailles (Poules, oies, dindons, canards et pintades), édité par la Société centrale d'aviculture de France.